# Davor Bosnar
Davor Bosnar (* 11. Juli 1966) ist ein ehemaliger kroatischer Fußballspieler.

## Karriere
Bosnar begann seine Karriere bei Lokomotiva Zagreb. Zur Saison 1987/88 wechselte er nach Italien zur unterklassigen ASD Corigliano Calabro. In weiterer Folge spielte er in Italien noch für die US Castrovillari Calcio, Rovigo Calcio, Boca San Lazzaro und die US Russi. Nach der Saison 1993/94 verließ er Italien wieder.
Zur Saison 1995/96 wechselte Bosnar zum österreichischen Zweitligisten SAK Klagenfurt. Sein Debüt in der zweiten Liga gab er im Oktober 1995, als er am achten Spieltag jener Saison gegen den VfB Mödling in der Startelf stand. Nach zwei Einsätzen für die Kärntner in der zweithöchsten Spielklasse verließ er den Verein in der Winterpause wieder. 